# Daniłowo-Parcele
Daniłowo-Parcele – wieś sołecka w Polsce położona w województwie mazowieckim, w powiecie ostrowskim, w gminie Małkinia Górna. Położona jest w pobliżu rzeki Brok. 
W latach 1975–1998 miejscowość administracyjnie należała do województwa ostrołęckiego.
Wierni Kościoła rzymskokatolickiego należą do parafii św. Rocha w Jasienicy.